# Lars Drögemüller
Lars Drögemüller (* 25. Mai 1973 in Wittingen) ist ein ehemaliger deutscher Handballspieler.

## Sportliche Laufbahn
Drögemüller begann das Handballspielen bei der heutigen SG VfL Wittingen/Stöcken. 1992 wechselte er als A-Jugendlicher zum MTV Celle und wurde Norddeutscher Meister. Nach Stationen bei den damaligen Zweitligisten SG VTB Altjührden und Göttingen 05, spielte er von 1997 bis 1998 bei der HSG Nordhorn. 1998 stieß er zum TSV Östringen, dem Gründungsverein der heutigen Rhein-Neckar Löwen. 2003 schaffte Drögemüller erstmals mit den Löwen den Sprung in die 1. Bundesliga. Ab 2004 wechselte er zur SG Bietigheim-Metterzimmern. 2001 wurde Drögemüller zusammen mit der Universität Heidelberg und der SRH Heidelberg Deutscher Hochschulmeister.

## Privates
Drögemüller hat eine Tochter und lebt bei Hamburg.